# Tieste

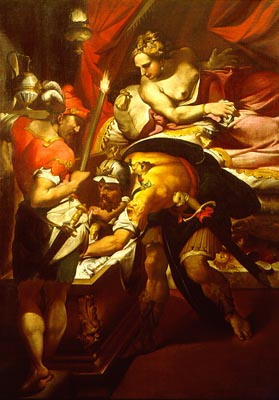
Tieste e Atreo, dipinto di Giovanni Francesco Bezzi

Tieste (in greco antico: Θυέστης?, Thyéstēs) è un personaggio della mitologia greca figlio di Pelope e di Ippodamia, fratello gemello di Atreo.
Appartiene alla stirpe dei Pelopidi. È protagonista col fratello Atreo di una sanguinosa e macabra faida che nasce con la contesa del trono paterno e termina quando tutti avranno vendicato i torti subiti e l'ultimo di loro, Oreste (figlio di Agamennone, a sua volta figlio di Atreo) vagherà perseguitato dai rimorsi e dalle Erinni fino all'intervento di Atena

## Genealogia
Tieste ebbe una figlia di nome Pelopia e un figlio chiamato Tantalo II, che regnò su  Pisa e fu ucciso da Agamennone. Stuprò sua figlia Pelopia e lei gli generò Egisto. Una Naiade gli partorì i figli Aglalo, Orcomeno e Callileonte, che furono cucinati da Atreo.
Da Erope, moglie di suo fratello, ebbe il bastardo Plistene.

## Il mito
|  |  |           |           |           |           |           |           |           |           |           |           |           |           |          |          |       |       |            |            | Tantalo    |            |            |            |        |        |              |              |              |              |              |              |        |        |           |           |           |           |           |           |         |         |         |         |  |  |  |  |
|  |  |           |           |           |           |           |           |           |           |           |           |           |           |          |          |       |       |            |            |            |            |            |            |        |        |              |              |              |              |              |              |        |        |           |           |           |           |           |           |         |         |         |         |  |  |  |  |
|  |  |           |           |           |           |           |           | Ippodamia | Ippodamia | Ippodamia | Ippodamia | Ippodamia | Ippodamia |          |          |       |       |            |            | Pelope     | Pelope     | Pelope     | Pelope     | Pelope | Pelope |              |              |              |              |              |              |        |        |           |           |           |           |           |           |         |         |         |         |  |  |  |  |
|  |  |           |           |           |           |           |           | Ippodamia | Ippodamia | Ippodamia | Ippodamia | Ippodamia | Ippodamia |          |          |       |       |            |            | Pelope     | Pelope     | Pelope     | Pelope     | Pelope | Pelope |              |              |              |              |              |              |        |        |           |           |           |           |           |           |         |         |         |         |  |  |  |  |
|  |  |           |           |           |           |           |           |           |           |           |           |           |           |          |          |       |       |            |            |            |            |            |            |        |        |              |              |              |              |              |              |        |        |           |           |           |           |           |           |         |         |         |         |  |  |  |  |
|  |  |           |           |           |           |           |           |           |           |           |           |           |           |          |          |       |       |            |            |            |            |            |            |        |        |              |              |              |              |              |              |        |        |           |           |           |           |           |           |         |         |         |         |  |  |  |  |
|  |  |           |           |           |           | Erope     | Erope     | Erope     | Erope     | Erope     | Erope     |           |           | Atreo    | Atreo    | Atreo | Atreo | Atreo      | Atreo      |            |            |            |            |        |        |              |              |              |              | Tieste       | Tieste       | Tieste | Tieste | Tieste    | Tieste    |           |           | Pelopia   | Pelopia   | Pelopia | Pelopia | Pelopia | Pelopia |  |  |  |  |
|  |  |           |           |           |           | Erope     | Erope     | Erope     | Erope     | Erope     | Erope     |           |           | Atreo    | Atreo    | Atreo | Atreo | Atreo      | Atreo      |            |            |            |            |        |        |              |              |              |              | Tieste       | Tieste       | Tieste | Tieste | Tieste    | Tieste    |           |           | Pelopia   | Pelopia   | Pelopia | Pelopia | Pelopia | Pelopia |  |  |  |  |
|  |  |           |           |           |           |           |           |           |           |           |           |           |           |          |          |       |       |            |            |            |            |            |            |        |        |              |              |              |              |              |              |        |        |           |           |           |           |           |           |         |         |         |         |  |  |  |  |
|  |  |           |           |           |           |           |           |           |           |           |           |           |           |          |          |       |       |            |            |            |            |            |            |        |        |              |              |              |              |              |              |        |        |           |           |           |           |           |           |         |         |         |         |  |  |  |  |
|  |  | Anassibia | Anassibia | Anassibia | Anassibia | Anassibia | Anassibia |           |           | Menelao   | Menelao   | Menelao   | Menelao   | Menelao  | Menelao  |       |       | Agamennone | Agamennone | Agamennone | Agamennone | Agamennone | Agamennone |        |        | Clitennestra | Clitennestra | Clitennestra | Clitennestra | Clitennestra | Clitennestra |        |        | Egisto    | Egisto    | Egisto    | Egisto    | Egisto    | Egisto    |         |         |         |         |  |  |  |  |
|  |  | Anassibia | Anassibia | Anassibia | Anassibia | Anassibia | Anassibia |           |           | Menelao   | Menelao   | Menelao   | Menelao   | Menelao  | Menelao  |       |       | Agamennone | Agamennone | Agamennone | Agamennone | Agamennone | Agamennone |        |        | Clitennestra | Clitennestra | Clitennestra | Clitennestra | Clitennestra | Clitennestra |        |        | Egisto    | Egisto    | Egisto    | Egisto    | Egisto    | Egisto    |         |         |         |         |  |  |  |  |
|  |  |           |           |           |           |           |           |           |           |           |           |           |           |          |          |       |       |            |            |            |            |            |            |        |        |              |              |              |              |              |              |        |        |           |           |           |           |           |           |         |         |         |         |  |  |  |  |
|  |  |           |           |           |           |           |           |           |           |           |           |           |           |          |          |       |       |            |            |            |            |            |            |        |        |              |              |              |              |              |              |        |        |           |           |           |           |           |           |         |         |         |         |  |  |  |  |
|  |  |           |           |           |           |           |           |           |           | Ifigenia  | Ifigenia  | Ifigenia  | Ifigenia  | Ifigenia | Ifigenia |       |       | Oreste     | Oreste     | Oreste     | Oreste     | Oreste     | Oreste     |        |        | Elettra      | Elettra      | Elettra      | Elettra      | Elettra      | Elettra      |        |        | Crisotemi | Crisotemi | Crisotemi | Crisotemi | Crisotemi | Crisotemi |         |         |         |         |  |  |  |  |

La vita di Tieste è contrassegnata dai rapporti di ostilità con Atreo. Alla morte di Pelope, sovrano di Micene, la popolazione fu chiamata a scegliere tra i due fratelli il successore. Tieste riuscì con l'inganno a farsi eleggere: Atreo, infatti, aveva adempiuto un vecchio voto sacrificando ad Artemide « il più bel capo del suo gregge » ma, siccome si trattava di un « agnello cornuto dal vello d'oro », uccise l'animale e fece impagliare il vello, pavoneggiandosi poi di un simile gioiello sulla piazza del mercato. Tieste, in preda alla gelosia, decise di accondiscendere all'interesse di Erope, moglie di Atreo, e la sedusse con lo scopo di ottenere il tesoro.
Così, quando di fronte ai micenei Atreo rivendicò il regno per il proprietario del vello, Tieste lo esibì, conquistando il trono. Tuttavia, siccome Zeus preferiva Atreo, gli mandò Ermes con una precisa consegna: farsi promettere dal fratello che avrebbe ceduto il regno qualora il sole avesse mutato il proprio corso. Il sovrano acconsentì e cadde nella trappola, perché il padre degli dèi, aiutato da Eris, invertì il tragitto del sole. Tieste dovette lasciare la città, mentre Atreo prendeva il suo posto.
Dopo esser venuto a conoscenza dell'adulterio della moglie, il nuovo re mise in atto un'atroce vendetta. Tieste venne richiamato a Micene con intenti apparentemente rappacificatori, vedendosi promettere la metà del regno. Tuttavia, non appena tornò in città, i suoi figli Orcomeno, Aglao e Callileonte - concepiti con una Naiade -, e i gemelli Plistene secondo e Tantalo secondo (avuti invece da Erope), vennero barbaramente uccisi dal re. Invitato ad un banchetto e ignaro di tutto, Tieste ne mangiò le carni: alla fine del convito il fratello gli mostrò la testa, i piedi e le mani dei bambini, cosicché il padre dei piccoli capì, rotolando a terra per il dolore e maledicendo Atreo.
Accecato dalla brama di vendetta, consultò l'oracolo di Delfi, che gli disse di generare un bambino dalla propria figlia. Si rifugiò presso il re Tesproto a Sicione, dove Pelopia, figlia di Tieste, era sacerdotessa di Atena. Una notte, la spiò mentre compieva per Atena Colocasia il sacrificio di una pecora nera. Durante il rituale, Pelopia scivolò nel sangue sgorgato dalla gola della vittima; siccome la tunica si era macchiata, si recò ad uno stagno vicino per lavarsi. Qui il padre le balzò addosso mascherato e la violentò, dopodiché la fanciulla riuscì a sfilargli la spada dal fodero. Accortosi di aver smarrito l'arma, il Pelopide riparò in Lidia, la terra dei suoi padri.
Nel contempo anche Atreo viveva con preoccupazione i giorni seguiti ai suoi atroci misfatti, temendo una punizione. Anch'egli si rivolse all'oracolo delfico, che gli consigliò di far tornare Tieste a Micene. Giunse a Sicione, ma il fratello non c'era già più; conobbe invece Pelopia, che credette figlia del re Tesproto, e la sposò, conducendola nella propria città dove partorì il piccolo Egisto, frutto dell'unione incestuosa tra Tieste e sua figlia. Siccome quest'ultimo era nato dopo il matrimonio con Pelopia, pensò dovesse essere figlio suo. Quando Egisto ebbe sette anni, Atreo volle completare la sua vendetta; lo incaricò così di uccidere Tieste nel sonno, ma questi se ne accorse mentre la spada stava per colpirlo. Riconosciuta l'arma di un tempo, intimò a Egisto di chiamare la madre, cui confessò di essere il proprietario della spada. Pelopia, allora, capì da chi era stata violentata e si trafisse con la sua lama.
A questo punto, Tieste ordinò a Egisto di consegnare la spada nelle mani del patrigno, il quale si convinse del felice esito del suo piano. Come gli era stato chiesto, l'infante tornò poi in carcere, dove il padre gli rivelò la sua vera identità e gli assegnò l'ultimo compito: uccidere Atreo. Egisto obbedì, e Tieste si riprese il trono.
Il ragazzo portò così a compimento la vendetta del padre. La causa di tanta ostilità fra Atreo e Tieste fu la maledizione che pendeva sul capo del loro padre Pelope che troverà il suo epilogo nella uccisione di Agamennone, figlio di Atreo, da parte di Egisto e nell'assassinio di quest'ultimo da parte di Oreste figlio di Agamennone.
Dopo che Tieste ebbe recuperato definitivamente lo scettro, nel suo gregge comparve « un altro agnello cornuto e dal vello d'oro », il quale, cresciuto, diventò un ariete e garantì ai sovrani discendenti della stirpe di Pelope l'approvazione divina della loro condizione regale. Alla sua morte, Tieste fu sepolto sulla strada che da Micene conduce ad Argo. Sulla tomba fu edificata una statua di pietra raffigurante un ariete.

## Teatro
La vicenda dei Pelopidi Atreo e Tieste è oggetto di diverse opere tragiche, la maggior parte delle quali è andata perduta (ne restano frammenti o scarse notizie; tra queste figura quella di Ennio e di Accio, ovvero l'Atreus). Nell'Agamennone di Eschilo si parla della storia dei fratelli Pelopidi, ma l'unica tragedia antica pervenutaci interamente dedicata a questo mito è il Thyestes di Seneca, di cui il cinquecentesco Tieste di Ludovico Dolce costituisce una traduzione.
In epoca moderna varie opere della letteratura francese e tedesca rielaborarono il mito; le più celebri sono l'Atrée et Thyeste di Crébillon (1707), in cui la vicenda è ambientata a Calcide, in Eubea (negli altri drammi sempre ad Argo, come vuole il mito), e i Pélopides di Voltaire (1772), la cui trama è stata ripresa, nella sua impostazione generale, dal Tieste di Ugo Foscolo. Quest'ultima tragedia, prima prova teatrale di un autore ancora adolescente, fu rappresentata a Venezia nel gennaio del 1797 con un buon successo.